# Hipopituïtarisme
L'hipopituïtarisme és la disminució (hipo) secreció d'una o més de les vuit hormones produïdes normalment per la hipòfisi, situada a la base del cervell. Si hi ha una disminució de la secreció d'una hormona hipofisiària específica, el trastorn es coneix com a hipopituïtarisme selectiu. Si hi ha una disminució de la secreció de la majoria o de totes les hormones hipofisiàries, s'utilitza el terme panhipopituïtarisme (pan que significa "tot").
Els signes i símptomes de l'hipopituïtarisme varien, depenent de quines hormones es subsecreten i de la causa subjacent de l'anormalitat. El diagnòstic d'hipopituïtarisme es fa mitjançant anàlisis de sang, però sovint es necessiten exploracions específiques i altres investigacions per trobar la causa subjacent (com poden ser els tumors de la hipòfisi), i el tractament ideal. La majoria de les hormones controlades per les secrecions de la hipòfisi es poden substituir per pastilles o injeccions. L'hipopituïtarisme és una malaltia poc freqüent, però pot estar molt infradiagnosticada en persones amb lesions cerebrals traumàtiques prèvies. La primera descripció de l'afecció la va fer el 1914 el metge alemany Morris Simmonds.